# Лёйгар
Лёйгар (исл. Laugar, исландское произношение: [ˈlœiːɣar]) — небольшое поселение на северо-востоке Исландии на берегу реки Рейкьядальсау. Административный центр общины Тингейярсвейт.

## Этимология названия
Лёйгар возник возле термальных источников, отсюда и происходит его название, которое с исландского означает «теплые источники» (laugar множественное число от слова laug, т.е. буквально «источник с теплой водой из недр земли, пригодной для купания или стирки»)

## Географическая характеристика
Лёйгар на берегу реки  Рейкьядальсау (левый приток реки Лаксау-и-Адальдаль) к югу от озера Вестманнсватн в долине Рейкьядалюр. На востоке от поселения находится гора Хвитафедль, за которой на юге расположен горный массив Лаксаурдальсхейди.
В Лёйгар является административным центром общины Тингейярсвейт. Здесь находится правление общины, главный филиал сберегательного фонда землевладельцев общины, детский сад, средняя школа и колледж-интернат, музыкальная школа, спортивная площадка со стадионом и бассейн. Одним из основных предприятий является рыбоперерабатывающая компания Лёйгафискюр (исл. Laugafiskur). 
Через поселение проходит главной магистрали Исландии — кольцевая дорога Хрингвегюр. В его окрестностях находятся известные туристические достопримечательности: водопад Годафосс (примерно 10 км к западу), озёра Миватн (примерно 20 км к юго-востоку) и Вестманнсватн (около в 8 км к северу).

## История
История Лёйгара начинается с 1925 года, когда здесь открылась народная школа для жителей Сюдюр-Тингейярсислы и Нордюр-Тингейярсислы. Толчком к созданию здесь поселения и открытию школы послужила так называемая «культурная революция» в этом регионе, которая длилась с 1860-х по 1930-е годы и характеризовалась бурным развитием системы общего образования в обеих Тингейярсислах. По всему региону открывались начальные и средние школы, но ощущалась потребность в общеобразовательных школах высшей, третей ступени. В сислах периодически пытались открыть подобные школы, но они существовали недолго и многие винили в этом неудачное их расположение. 
На собрании Союза молодежи Тингейяра (исл. Þingeyskar ungmennafélag) 24 апреля 1915 г. было одобрено предложение о том, чтобы все молодежные союзы региона присоединились к созданию школы. После этого стали искать подходящее место для школы. Первоначально рассматривался Греньядарстадюр, но в итоге было решено, что новую школу следует строить в Лёйге в Рейкьядалюр, где было достаточно количество горячей воды, что позволяло экономить на отоплении и водоснабжении. Местный землевладелец — член Альтинга и поэт Сигюрьоун Фридьоунссон (брат писателя Гвюдмюндюра Фридьоунссона) пожертвовал землю для школы и права на использование горячих источников. 
Школа была открыта осенью 1925 года, а Ардноур Сигюрйоунссон, сын Сигюрйоуна Фридйоунссона, стал её первым директором. Вскоре выяснилось, что месторасположение школы было выбрано удачно, так преимущества в отношении использования геотермальной энергии оказались весьма велики. Школьная территория неуклонно развивалась, появлялись новые корпуса и строения. Так в уже в 1931 годы был построен спортивный зал Þróttó, который какое-то время был самым большим спортивным залом в Исландии. В 1949 появились новые общежития и ещё один спортивный зал, затем в 1957 году были построены дома для учителей и квартиры технического персонала. В последующие годы школа и появившееся вокруг нее поселение всё разрастались — появлялись новые корпуса и общежития, столовая и большой открытый бассейн, магазины, жилые и гостевые дома, а также ряд предприятий.

## Население
Источник: Mannfjöldi eftir þéttbýlisstöðum, kyni og aldri 1. janúar 2001-2022 (исл.). hagstofa.is. Reykjavík: Hagstofa Íslands [Статистическая служба Исландии]. Дата обращения: 8 сентября 2022.

## Галерея

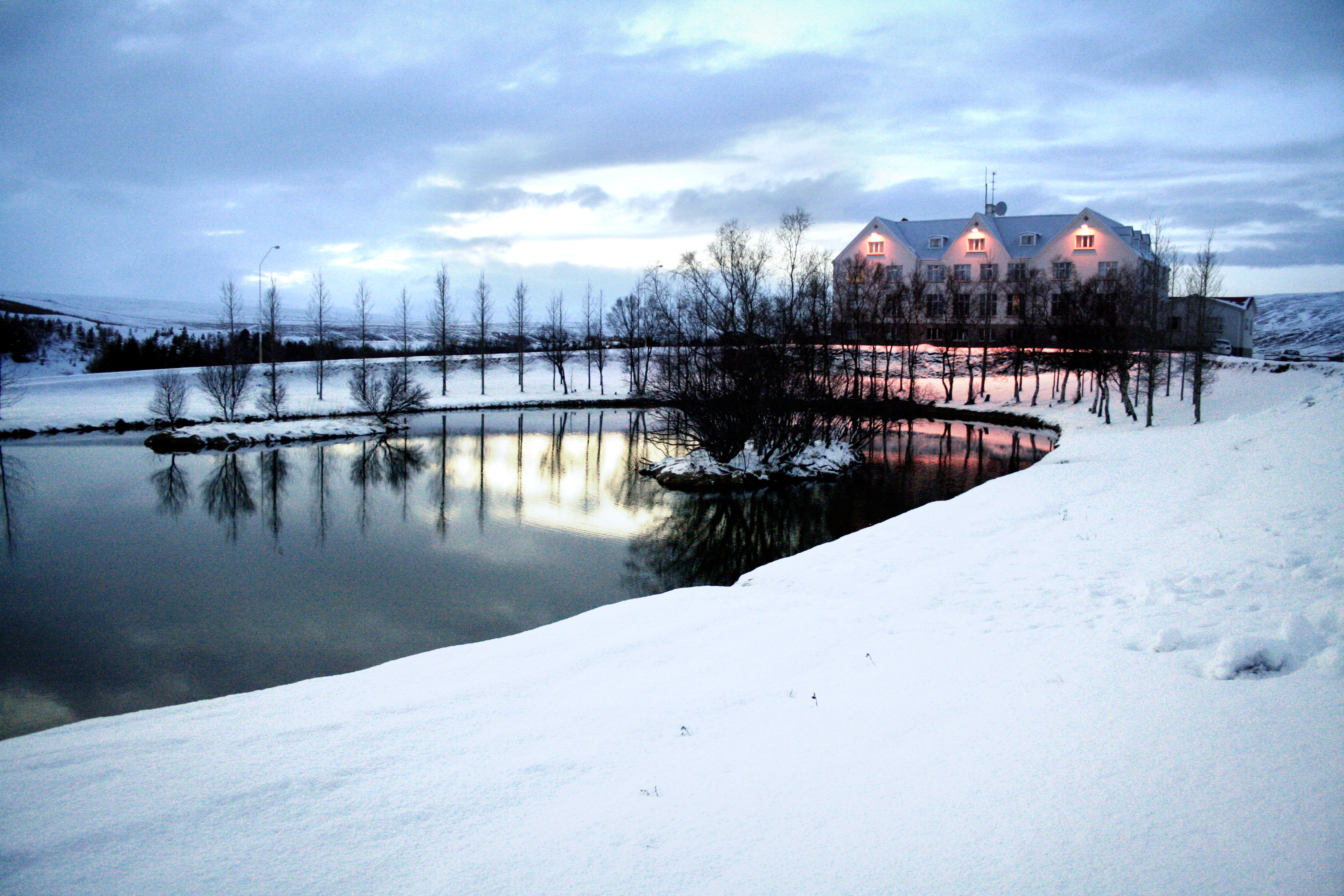
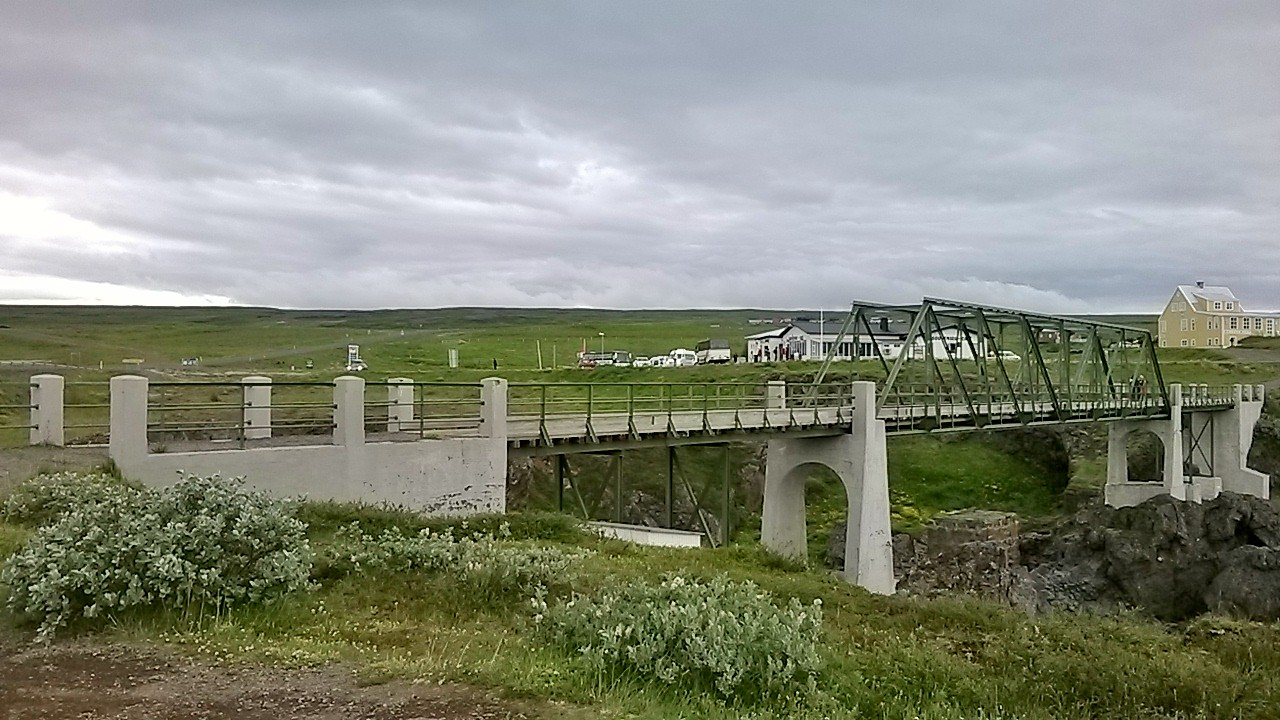
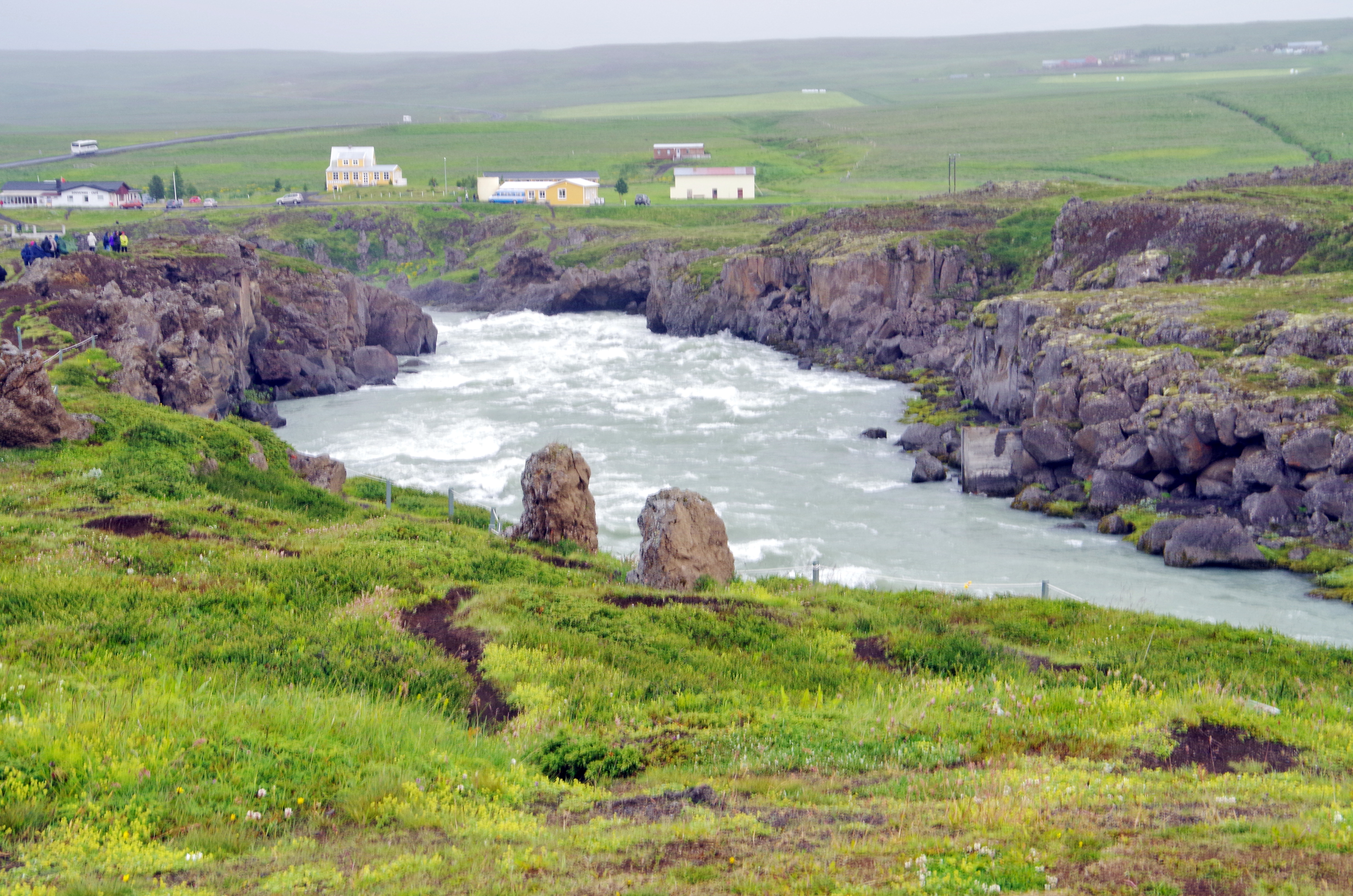
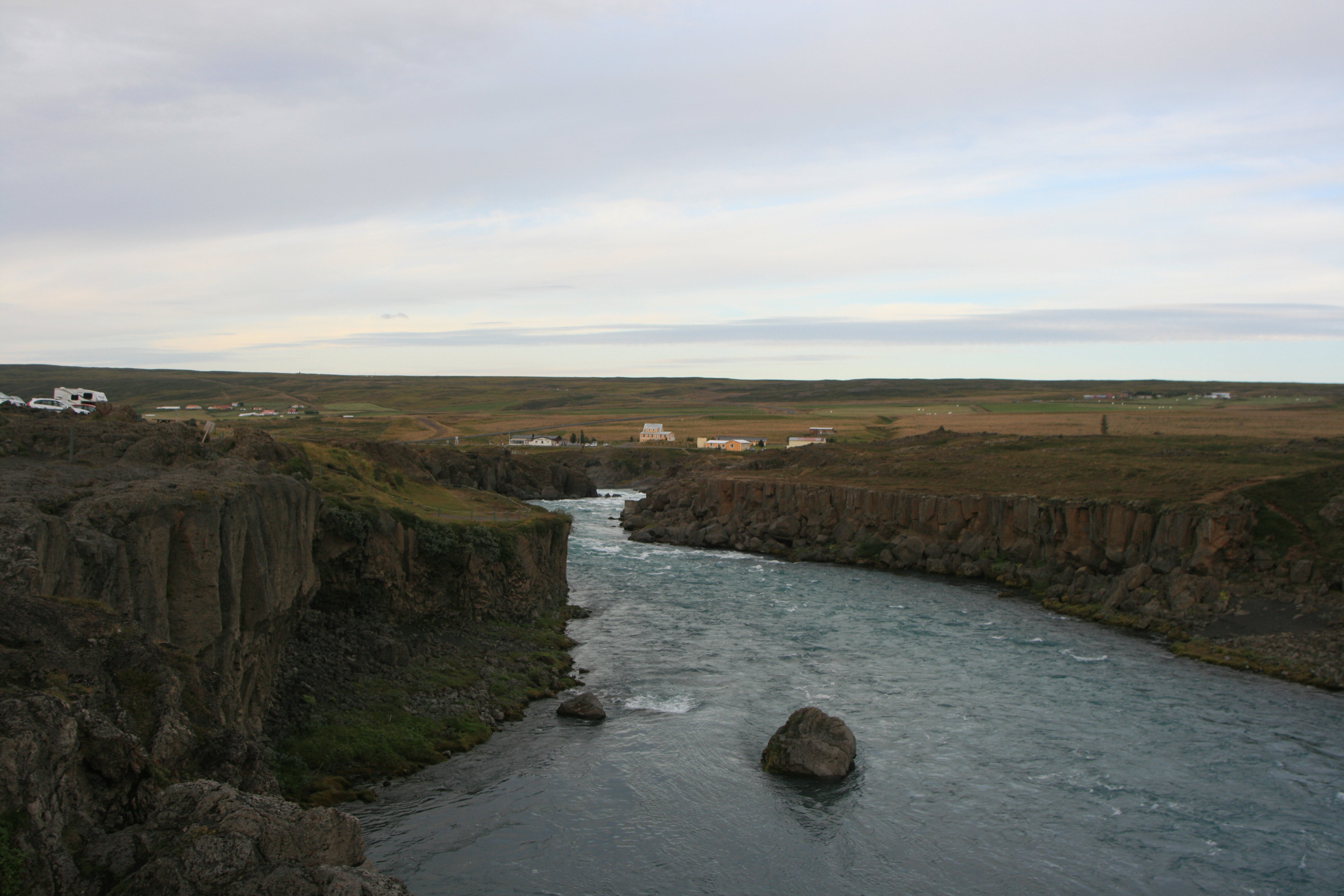
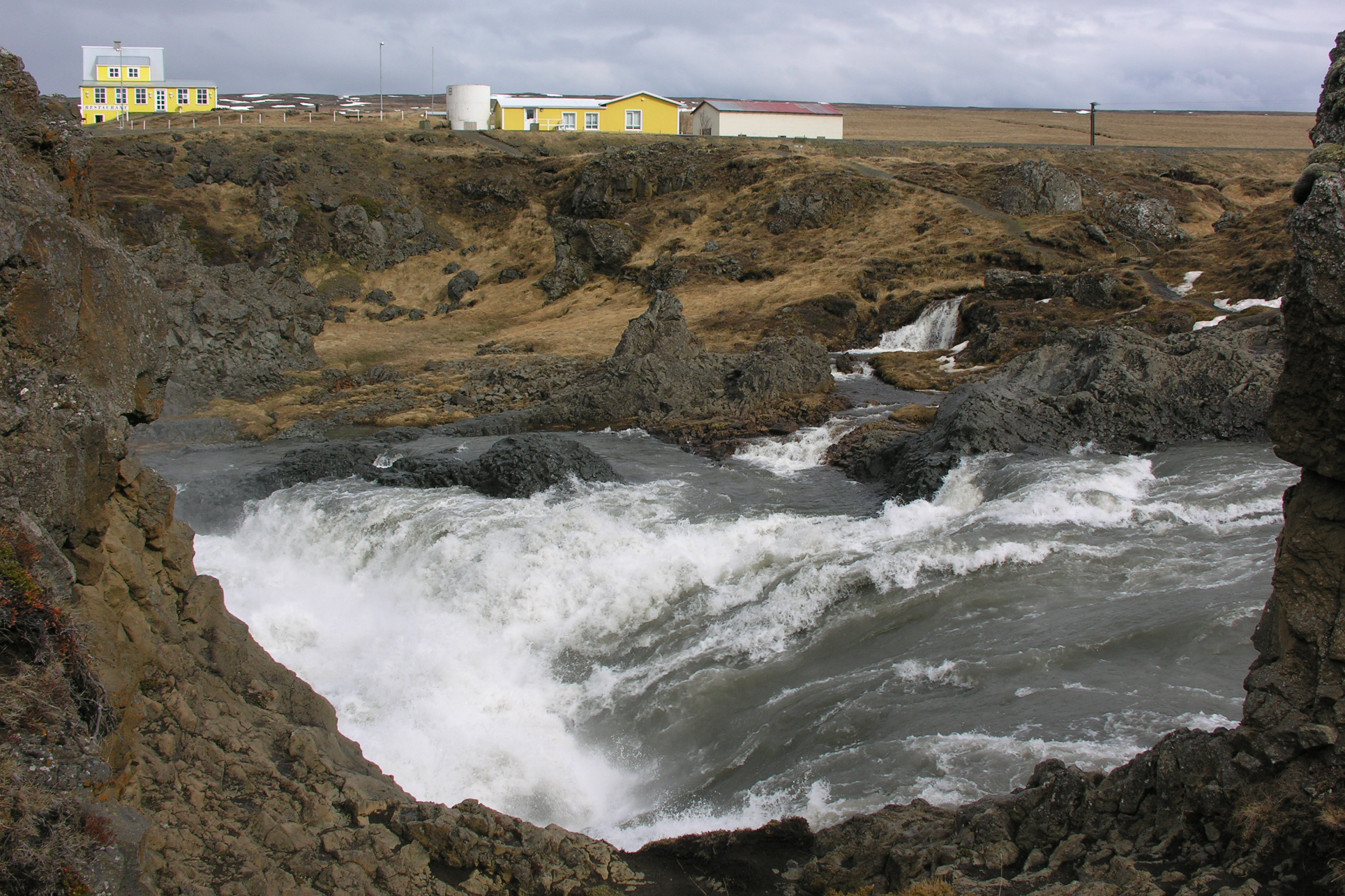
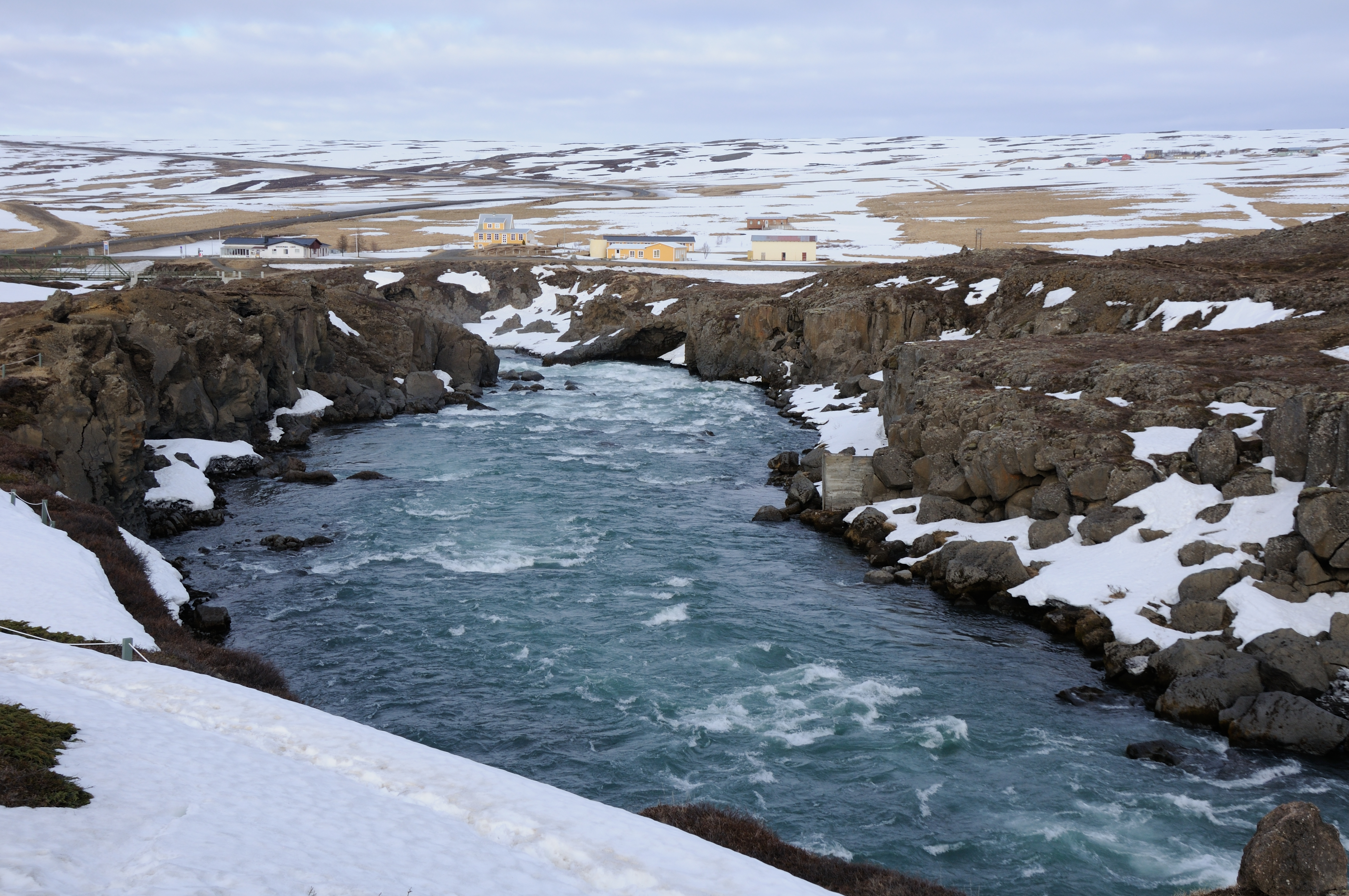